# Spiral (film fra 2014)
 For alternative betydninger, se Spiral. (Se også artikler, som begynder med Spiral)
Spiral (russisk: Спираль) er en russisk spillefilm fra 2014 af Andrej Volgin.

## Medvirkende
- Anatolij Rudenko som Aleksej
- Konstantin Krjukov som Stas
- Klarissa Barskaja som Katja
- Ramilja Iskander
- Veniamin Smekhov som Jakob